# Bốc Thương
Bốc Thương (卜商, 507 TCN -?), tự Tử Hạ (子夏), hậu thế truy tặng là "Ngụy hầu", là một trong Khổng Môn Thập triết được Khổng Tử đánh giá có tài về văn học.
Tử Hạ là người nước Vệ, ông ưa văn học nhưng chưa đạt đạo Trung Dung. Khổng Tử khuyên ông nên sống cao thượng và dạy ông về đạo hiếu, sau có mở trường dạy học.
Tử Hạ chủ trương tuần tự nhi tiến (tiến hành theo đúng một trình tự nhất định), con người luôn phải hướng lên trên, phải có tâm thành, không nên quá ưa hào nhoáng và quân tử không nên mất thì giờ vào những việc nhỏ. Một khi đã học, phải chuyên tâm, phải học cho súc tích, sâu rộng, nên chọn những người hay mà giao tiếp. Từ đó có thể thấy tư tưởng của ông khá thực dụng.